# Vrbljene
Vrbljene (Duits: Werbersbach) is een plaats in Slovenië en maakt deel uit van de gemeente Ig in de NUTS-3-regio Osrednjeslovenska. De plaats telde 254 inwoners op 1 januari 2020.

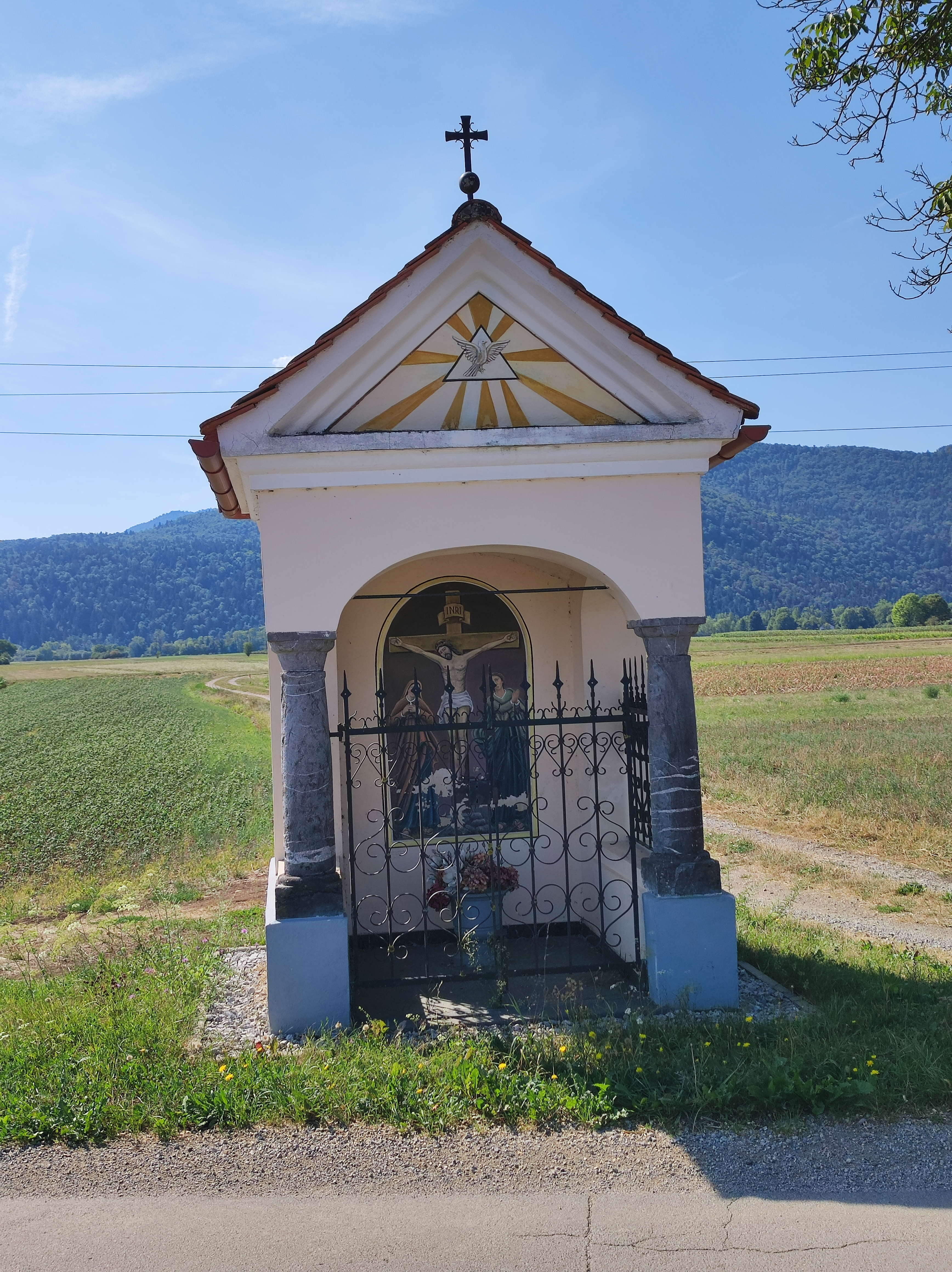
Kapelletje